# Danshallmyren
Danshallmyren är ett naturreservat i Torsby kommun i Värmlands län.
Området är naturskyddat sedan 2001 och är 543 hektar stort. Reservatet omfattar myrmarker och naturskogsholmar.